# Amaro Montenegro
Amaro Montenegro est la dénomination commerciale d'un amer italien.

Bouteille d'Amaro Montenegro.

## Description
L'Amaro Montenegro, nait en 1885 à Bologne, des mains d'un distillateur et herboriste nommé Stanislao Cobianchi.
Le nom « Amaro Montenegro » est un hommage à Hélène de Monténégro, épouse du roi Victor-Emmanuel III.
C'est l'un des amers les plus vendus en Italie.
L'écrivain Gabriele D'Annunzio l'appelait liquore delle Virtudi (Liqueur des vertus).